# Classe Smith
La classe Smith est une classe de cinq destroyers de l'United States Navy construits entre 1908 et 1910 et actifs jusqu'en 1919. Ils ont été les premiers à utiliser des turbines à vapeur. Durant la Première Guerre mondiale, ils ont escorté des convois vers l'Europe et lutté contre les sous-marins allemands.